# Wilhelmshaven (stacja kolejowa)
Wilhelmshaven – stacja kolejowa w Wilhelmshaven, w kraju związkowym Dolna Saksonia, w Niemczech. Znajdują się tu 2 perony. Do 2011 roku nazwa stacji brzmiała Wilhelmshaven Hauptbahnhof.